# Buk u Kavalírů
Buk u Kavalíru byl památný strom rostoucí v zahradě farního sboru evangelické církve v ulici U Kavalíru v Hradci Králové. Strom byl kultivarem, červenou formu buku lesního (Fagus sylvatica, var. Atropunicea). Strom byl vysoký 22 m s mírně asymetrickou korunou, obvod kmene dosahoval asi 450 cm.
Buk byl chráněn od roku 1994 pro svůj vzrůst. Ochrana byla zrušena dne 9. prosince 2012 pro napadení stromu houbovou chorobou a strom byl následně pokácen.